# Нуристан
Нуристан е провинция в източен Афганистан с площ 9225 км² и население 145 400 души (2004). Административен център е град Парун.

## История
Когато Александър Македонски минал през Бактрия и тези земи, заварил този народ. Той бил впечатлен от красотата на местната синеока принцеса Рокшанек, за която се оженил. Има индикации от много по-ранни времена – 2-ро хилядолетие пр. Хр. за наличието на Калашите и Нуристанците. Това е поне 1500 години преди Александър Велики да завладее Персия и Бактрия. Това води до хипотезата на повече или по-малко пряко произхождащи от пра-индоевропейски корени.

## Административно деление
Провинцията се поделя на 6 общини.

## Население
Населението на провинцията през 2004 година е 145 400 души, от които 99,3 % са етнически нуристанци, около 78 % от населението говорят на нуристански езици.
Нуристанците са по правило стройни високи, руси и кестеняви, с преобладаващо сини и светли очи и с алпийски расови белези дългоглави европеиди, напълно различни от преобладаващия външен вид на заобикалящите ги народи. Интересното е, че нуристанците нямат преки етнически връзки с калашете – тези етнически групи идват от различни клонове на индоиранци, което разделение е вероятно няколко хиляди години назад.